# Maçainhas (Guarda)
Maçainhas ist eine Gemeinde (Freguesia) im portugiesischen Kreis Guarda. In ihr leben 977 Einwohner (Stand 19. April 2021).